# Кьорди
Кьо́рди (рос. Кёрды, марій. Кӧрдӧ) — присілок у складі Оршанського району Марій Ел, Росія. Входить до складу Великопольського сільського поселення.

## Населення
Населення — 56 осіб (2010; 53 у 2002).
Національний склад (станом на 2002 рік):
- марійці — 92 %